# サンダロール
サンダロール（英: sandalore）はシクロペンテン環を持つ第2級アルコールの一種。主に香料として使用される。

## 香料
カンホレンアルデヒドから合成される。サンダルウッド（ビャクダン）の香りを持ち、保留効果と石鹸や洗剤に使用した際の安定性に優れることから、ウッディ系の調合香料をはじめとして広く用いられる。ジボダン社のスペシャリティ香料で、通常は40%以下程度生じる副生物の6-(2,2,3-トリメチルシクロペンタ-3-エン-1-イル)ヘキサン-3-オールを含む。副生物は弱いムスク、ウッディ香を持ち、混入しても製品の香気には影響しない。光学異性体の存在が考えられるが、これまでに精査されていない。